# Mindretalssprog
Et mindretalssprog (minoritetssprog) er et sprog, der tales af en minoritet af befolkningen i et afgrænset område (stat, forbundsstat, distrikt) og adskiller sig fra flertallets sprog.

## Grundlag
Den europæiske pagt om regionale sprog eller mindretalssprog af 5. november 1992 definerer et mindretalssprog som et sprog, der bruges af et mindretal på et nationalt territorium, og som er forskelligt fra det officielle sprog og hverken er en dialekt eller indvandrersprog. Pagten skelner ikke mellem minoritetssprog og regionale sprog – videnskabeligt bestemmes førstnævnte ofte etnisk, sidstnævnte via regional fordeling. I mange tilfælde overlapper disse kendetegn imidlertid hinanden.

## Trusler
Talere af minoritetssprog er ofte under pres for at overtage majoritetssproget, hvilket kan føre til sprogdød. Sprogene i politisk mindre indflydelsesrige grupper, såsom oprindelige folk, er særligt truede. Se også: truet sprog, sprogtab, sprogskifte og sprogdød.

## Eksempler
Mindretalssprog i det dansk-tyske grænseland er tysk i Nordslesvig (Sønderjylland) og dansk, plattysk og nordfrisisk i Sydslesvig. – I sammenhæng med rigsfællesskabet med Færøerne og Grønland er en del færinger og grønlændere bosiddende i kongeriget, hvorved deres sprog har mindretalsstatus hos os.
I Tyskland falder nordfrisisk, saterfrisisk, dansk, øvre- og nedresorbisk og romani ind under definitionen af minoritetssprog. Regionalsproget er for eksempel plattysk, som siden 1994 også har været anerkendt som et minoritetssprog. Plautdietsch er en variant af plattysk eller nedertysk, som er udbredt i Nord- og Sydamerika på grund af de russisk-tyske mennonitters udvandring.
I Østrig er burgenland-kroatisk, romani, slovakisk, slovensk, tjekkisk og ungarsk anerkendt som sprog for autoktone minoriteter. Ungarsk, slovensk og burgenland-kroatisk er de regionale, officielle sprog i de respektive hovedområder.
Blandt minoritetssprogene indtager tegnsprog, som har officiel status i fx Schweiz og Østrig, en særstilling: De tilhører ikke en etnisk minoritet, men til en gruppe, der hører under handikapstatus. Uanset dette udgør døve en selvstændig befolkningsgruppe med en identitetsdannende sproglig tradition og kultur.